# カイル・ダガー
カイル・ダガー（Kyle Dugger, 1996年3月22日 - ）は、アメリカ合衆国ジョージア州ディケーター出身のプロアメリカンフットボール選手。NFLのニューイングランド・ペイトリオッツに所属している。ポジションはセイフティ。

## 経歴

### 高校時代
ホワイトウォーター高校でバスケットボールをしていたダガーは、4年生になるまでフットボールチームに参加していなかった。

### カレッジ
レノア・リン大学に入学した彼は1年目の2014年シーズンをレッドシャツ生として過ごした後、翌年の1年目シーズンにすぐに先発出場となった。1年目シーズンはコーナーバックとしてプレーしたが、半月板損傷を負ったため、2年目シーズンが始まる前に、セイフティにポジションを変更した。最終的に2014年シーズン中に3回のインターセプトと3回のファンブルリカバーを記録した。
4年目シーズンの活躍が評価され、2019年にクリフ・ハリス賞を受賞した。スカウトがフィールドでの能力を称賛した2020年のシニアボウルにも参加した。
スカウトは、フィールド内でのスピードを称賛し、NFLのセイフティ、コーナーバック、またはリターナーのいずれかで活躍するだろうと注目を集めた。

### ニューイングランド・ペイトリオッツ
| 6 ft 0+7⁄8 in (185 cm)      | 217 lb (98 kg) | 32+7⁄8 in (84 cm) | 10+3⁄8 in (26 cm) | 4.49 s | 1.61 s | 2.65 s | 42.0 in (107 cm) | 11 ft 2 in (3.40 m) | 17 回 | 23 |
| All values from NFL Combine |                |                   |                   |        |        |        |                  |                     |       |    |

2020年のNFLドラフトの2巡目全体37位でニューイングランド・ペイトリオッツに指名された。

#### 2020年シーズン
14試合に出場し、64タックルを記録した。

#### 2021年シーズン
レギュラーシーズン第6週のダラス・カウボーイズ戦では、クォーターバックのダック・プレスコットのパスでキャリア初のインターセプトを記録した。翌週のニューヨーク・ジェッツ戦でも2試合連続のインターセプトを記録し、チームの54-13での勝利に貢献した。
このシーズンは92タックル、4インターセプトを記録した。

#### 2022年シーズン
レギュラーシーズン第17週のマイアミ・ドルフィンズ戦で、クォーターバックのテディ・ブリッジウォーターのパスで39ヤードのインターセプトリターンタッチダウンを記録し、AFC週間最優秀守備選手賞に選出された。
このシーズンは、78タックル、リーグトップとなる3ディフェンシブタッチダウンを記録した。

#### 2023年シーズン
このシーズンは全17試合に先発出場し、109タックル、2インターセプトを記録した。

#### 2024年シーズン
2024年3月5日、ペイトリオッツからトランジションタグを付けられ
、その後4月7日に、3,250万ドルが保証され、最大で総額6,600万ドルとなる4年5,800万ドルの契約に合意した
。